# Novela paralela

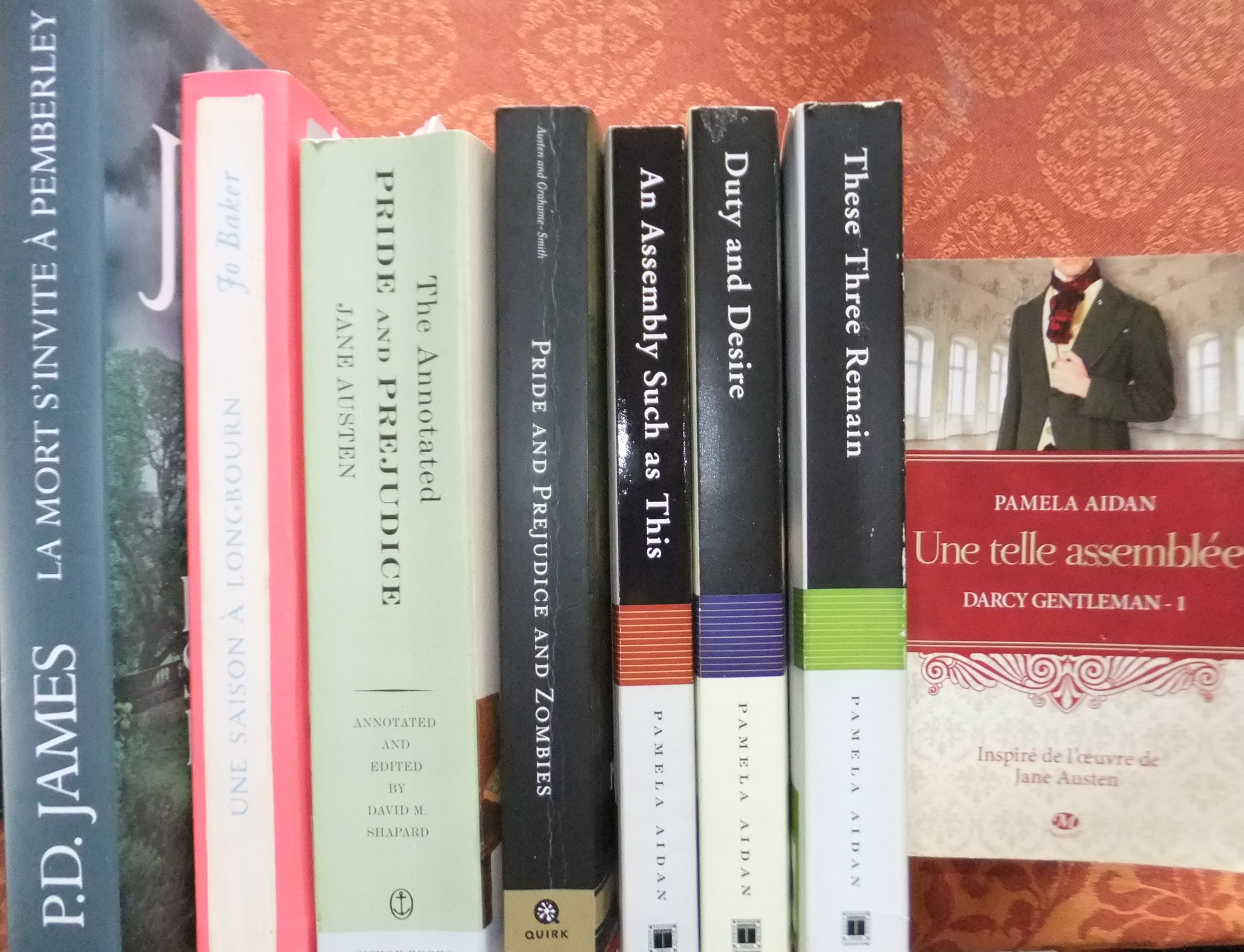
Algunos libros basados en Orgullo y prejuicio de Jane Austen.

Una novela paralela es una obra literaria pastiche (o secuela), dentro del mismo universo pero fuera del canon, que se deriva de o bien, que tiene lugar en el mismo tiempo y espacio que otra. Puede haber sido escrita por el mismo autor o no. Las novelas paralelas, o «clásicos reimaginados» son obras de ficción que «toman prestado un personaje y completan su historia, o bien reflejan un argumento "antiguo", o combinan los personajes de un libro con los de otro». Estas historias expanden los argumentos de obras conocidas concentrándose en algún personaje secundario, para convertirlo en el protagonista. Por eso, pueden estar ambientadas en el mismo tiempo y espacio, con los mismos personajes.
El sitio web Goodreads presenta una lista elaborada por sus lectores con calificaciones de las novelas paralelas consideradas «más populares». En 2019, las principales cinco eran: Ancho mar de los Sargazos, Wicked: Memorias de una bruja mala, Telémaco y Homero, Rosencrantz y Guildenstern han muerto (una obra de teatro) y Penélope y las doce criadas.
Escribir novelas paralelas puede acarrear problemas legales cuando los derechos de autor de la obra original aún no expiraron, y otro autor elabora una obra derivada a partir de ella.

## Algunos ejemplos
- March, de Geraldine Brooks, es una novela paralela de Mujercitas, que ganó un premio Pulitzer en la categoría de ficción.[5][6]
- Grendel, de John Gardner, es un paralelo del poema épico Beowulf.[7]
- Ahab's wife: Or, The Star Gazer (1999) de Sena Jeter Naslund, tiene paralelismos con Moby Dick.[8]
- Las nieblas de Avalón (1983) de Marion Zimmer Bradley es una novela paralela de la Materia de Bretaña.
- Jeeves: A Gentleman's Personal Gentleman (1981) es una biografía ficcional de Jeeves escrita por Cyril Northcote Parkinson, que aporta más información sobre dicho personaje.[9]
- Julia (2023) Sandra Newman, tiebe paralelismos con 1984 (novela).[10]